# Lissochlora salubris
Lissochlora salubris là một loài bướm đêm trong họ Geometridae.